# Aubert Joseph Parent

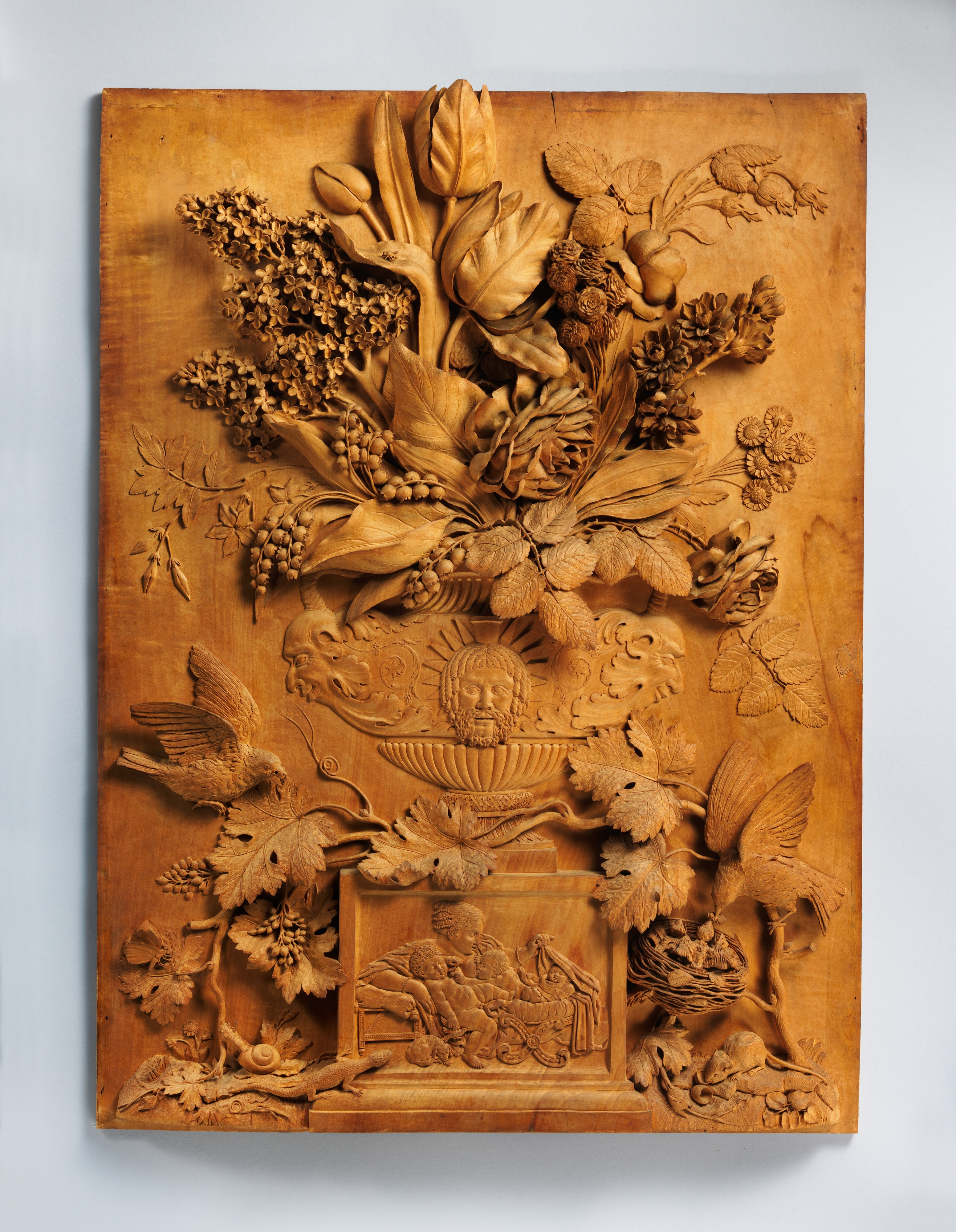
Aubert Henri Joseph Parent: Florales Stillleben als hölzernes Relief (1784)

Aubert Henri Joseph Parent (* 13. Dezember 1753 in Cambrai; † 27. November 1835 in Valenciennes) war ein französischer Architekt, Zeichner, Bildhauer und Bildschnitzer.

## Leben
Nach der Ausbildung in Paris und Rom war Aubert Joseph Parent in Paris als Architekt, Zeichner, Bildhauer und Schnitzer von Lindenholzreliefs unter anderem für den französischen König Ludwig XVI. tätig. 1786–1789 schuf er gemeinsam mit Antoine-François Filiette die Bauplastik des Hôtel de Ville in Orbe. 1792 emigrierte er in die Schweiz und unternahm Reisen nach Berlin und St. Petersburg. 1793–1794, 1801 und 1803 lebte Parent in Basel. In dieser Zeit führte er im Auftrag des Patriziers Johann Rudolf Forcart Ausgrabungen in Augusta Raurica durch. Die dort gemachten römischen Funde überführte er nach Basel und verwendete sie zur Gestaltung des von ihm selbst entworfenen Landschaftsgartens auf dem Gut von Forcart. 1795 und 1804–1805 war er in Neuchâtel tätig, wo er die Marmorbüste von David de Pury schuf. 1805–1811 war er Kantonsbaumeister in Solothurn, wo er auch eine Zeichenschule im ehemaligen Hof der französischen Ambassadoren leitete. Parent verfasste reich illustrierte Berichte über römische Altertümer in der Schweiz, namentlich von Augst. 1813 ließ er sich in Valenciennes nieder und betätigte sich dort als Architekt und Professor an der Akademie.
Von 1797 bis 1831 war er Außerordentliches Mitglied der Preußischen Akademie der Künste in Berlin.
Aubert Parents Söhne Henri Aubert Joseph Parent (1819–1895) und Clément Parent (1823–1884) betätigten sich beide als Architekten.